# Émetteurs de La Forêterie
Les deux émetteurs du site, l'un situé à Rouillon et l'autre au Mans, dans le département de la Sarthe, servent à la radiodiffusion terrestre en bande FM et depuis 2013 à la diffusion de la télévision numérique terrestre, qui desservent la ville du Mans, toute l'agglomération mancelle et une grande partie du département de la Sarthe.
Ils ont une particularité: ce sont deux émetteurs jumeaux, de par leur taille et leur mode de construction, chacun mesurant 90 mètres de haut et sont des mâts haubanés. Ils sont bien visibles de jour comme de nuit sur ce secteur.
La planification des fréquences pour ce secteur est placée sous l'autorité du Comité Territorial de l'Audiovisuel de Caen.
Le premier mât fut installé en 1988 sur le terrain des Petites Rigauderies et est exploité par la société TDF. Il diffuse les programmes de radios nationales et quelques décrochages locaux. En outre, il est utilisé comme support pour des faisceaux hertziens, des antennes relais pour la téléphonie mobile et des liaisons pour d'autres opérateurs.
Le second mât fut installé en juillet 2007 sur le terrain de la Noé et est exploité par la société Towercast et diffuse également les programmes de radios nationales, et des décrochages locaux (principalement celles issues du groupe NRJ). Celui-ci a remplacé le précédent mât installé sur le site de la Futaie, devenu trop vieux et n'ayant plus la capacité d'accueillir de nouveaux clients. Selon les techniciens, ce site est le plus haut mât haubané pour la société Towercast en France. Il sert également de base d'accueil pour les programmes de Lagardère Active.  

## Radio FM

### Sur le pylône deTowercast
| Fréquence | Radio                | Catégorie | Puissance |
| --------- | -------------------- | --------- | --------- |
| 87.6      | Oüi FM               | D         | 1 kW      |
| 90.5      | Skyrock              | D         | 2 kW      |
| 94.3      | RFM                  | D         | 2 kW      |
| 95.4      | Rire et Chansons     | D         | 2 kW      |
| 96.4      | RTL2                 | D         | 500 W     |
| 97.6      | Chérie FM Le Mans    | C         | 2 kW      |
| 98.8      | Radio Courtoisie     | A         | 100 W     |
| 100.7     | Nostalgie Le Mans    | C         | 2 kW      |
| 101.2     | RCF Le Mans          | A         | 100 W     |
| 102.9     | Beur FM              | D         | 2 kW      |
| 103.5     | Virgin Radio Le Mans | C         | 2 kW      |
| 104.7     | Europe 1             | E         | 2 kW      |
| 105.9     | NRJ                  | D         | 2 kW      |
| 106.9     | MFM Radio            | D         | 2 kW      |

### Sur le pylône deTDF
| Fréquence | Radio           | Catégorie | Puissance (PAR) |
| --------- | --------------- | --------- | --------------- |
| 100.3     | Fun Radio       | D         | 2 kW            |
| 101.6     | Radio Classique | D         | 2 kW            |
| 103.9     | RMC             | E         | 2 kW            |

## Télévision numérique terrestre
Le 5 avril 2016, les multiplex R5 et R8 disparaissent à la suite du passage à la TNT HD (norme MPEG-4). À la suite de cette réorganisation, le pylône Towercast diffuse désormais les multiplex R1, R3, R4, R6, R7 et R9 et la tour TDF diffuse le R2.
Le R9, permettant la diffusion de chaînes aux formats UHD et HD-HDR (norme HEVC), est activé le 23 avril 2024.
| Multiplex | LCN              | Chaînes                                                          | Canal | Puissance (PAR) | Diffuseur |
| --------- | ---------------- | ---------------------------------------------------------------- | ----- | --------------- | --------- |
| R1        | 2 3 14 27 33     | France 2 France 3 Maine France 4 France Info LMtv Sarthe         | 26H   | 62 W            | TowerCast |
| R2        | 8 15 16 17 18    | C8 BFM TV CNews CStar Gulli                                      | 27H   | 30 W            | TDF       |
| R3        | 4 26 41 42 43 45 | Canal+ LCI Paris Première Canal+ Sport Canal+ Cinéma(s) Planète+ | 22H   | 65 W            | TowerCast |
| R4        | 5 6 7 9 22       | France 5 M6 Arte W9 6ter                                         | 46H   | 79 W            | TowerCast |
| R6        | 1 10 11 12 13    | TF1 TMC TFX NRJ 12 LCP                                           | 36H   | 72 W            | TowerCast |
| R7        | 20 21 23 24 25   | TF1 Séries Films L'Équipe RMC Story RMC Découverte Chérie 25     | 35H   | 32 W            | TowerCast |
| R9        | 52               | France 2 UHD                                                     | 32H   | 100 W           | TowerCast |

## Téléphonie mobile(sur le pylône deTDF)
| Opérateur | 2G  | 3G  | 4G  | FH  |
| --------- | --- | --- | --- | --- |
| SFR       | Oui | Oui | Oui | Oui |
| Free      | Non | Oui | Oui | Non |

Source : Situation géographique du site sur cartoradio.fr (consulté le 10 avril 2017).

## Autres transmissions

### Sur le pylône de Towercast
Towercast reçoit le faisceau hertzien transmis depuis les studios manceaux de Chérie FM, Nostalgie et Virgin Radio lors des décrochages locaux.

### Sur le pylône de TDF
TDF reçoit un faisceau hertzien émis depuis les studios de Chérie et Nostalgie au Mans pour le transiter à l'émetteur de la Bourdonnière, près de La Flèche. Ce site diffuse Chérie Le Mans sur 98.4 et Nostalgie Le Mans sur 99.7 dans la cité fléchoise.
Sources : Situation géographique du site sur cartoradio.fr (consulté le 10 avril 2017) et Carte des faisceaux hertziens de LaFibre.info (consulté le 27 septembre 2017).

## Photos
Photos du pylône de Towercast sur annuaireradio.fr (consulté le 10 avril 2017).